# Siphona patellaipalpis
Siphona patellaipalpis là một loài ruồi trong họ Tachinidae.